# Buck's Romance
Buck's Romance è un cortometraggio muto del 1912 scritto, diretto e interpretato da   William Duncan.

## Produzione
Il film fu prodotto dalla Selig Polyscope Company.

## Distribuzione
Distribuito dalla General Film Company, il film - un cortometraggio di una bobina - uscì nelle sale cinematografiche statunitensi il 17 dicembre 1912. Il 13 marzo 1913, venne distribuito anche nel Regno Unito.